# 德国1号高速公路
德国1号联邦高速公路（德語：Bundesautobahn 1，缩写BAB 1；或，缩写：A 1）是德國一条高速公路，由石勒苏益格-荷尔斯泰因州北段的波罗的海沿岸的东荷尔斯泰因县到萨尔州的萨尔布吕肯，途径石勒苏益格-荷尔斯泰因州、汉堡、下萨克森州、不莱梅、北莱茵-威斯特法伦州、莱茵兰-普法尔茨州、萨尔兰州，全长732千米，但是在科隆到特里尔之间的道路并没有修通。从吕贝克到鲁尔区路段又叫“汉萨线”，从汉堡到海利根哈芬和它到费马恩的延长线（这段延长线是“联邦公路 B 207 Bundesstraße B 207”，注意这里“联邦公路”和“联邦高速公路”的区别）又名做“飞鸟线”，原意是“鸟的飞行路线”，意指这是最近的路径。本公路分别属于以下欧洲国际高速公路路线：E22、E29、E31、E37、E42、E44、E47和E422。

## 历史

### 第二次世纪大战前
1920年代末期，魏玛共和国计划在“中心区域”建设一条多通道、无信号灯、无交叉路口的快速公路。纳粹德国继承了这一计划并大力发展。今天的A1高速公路和A2高速公路都在这个计划之内。
汉堡到不莱梅之间的路段于1936年开工建设，当年完成了71公里长的路段并交付使用。从汉堡东到吕贝克路段于1937年通车。1938年又有部分路段通车，包括今天的226号联邦高速公路（A226）至吕贝克Siems区的部分。
多特蒙德东北部的“卡门路口”是德国第二个“苜蓿叶形高速公路立体交叉”，位于1930年代末期建成的2号高速公路末端。德国的第一个“苜蓿叶”是于1936年建成通车的位于莱比锡的A9号和A14号高速公路交叉口。
A1号高速公路在二战后一度关闭。
到1939年，从勒沃库森入口像东北方延伸至连接Wermelskirchen/Schloss Burg的25公里路段通车。连接到雷姆沙伊德的其他工程因第二次世界大战在1942年到1951年之间被迫中断。

### 1945年—1970年
汉堡南部绕行段的垮易北河桥梁建成。1962年建成一座中承式斜拉桥。该路段连接了汉堡-吕贝克段（汉堡东交叉口）和汉堡-不莱梅段（汉堡南交叉口）。
不莱梅到鲁尔区间的路段早在1933年就已经完成规划。但是大量的前期设计在战争前没有开工建设。不莱梅出入口到“汉萨线”的苜蓿叶形立体交叉在1960年代才逐段建成通车。
战后，Wermelskirchen到雷姆沙伊德间的路段1951开始继续施工，1953年7月15日交付使用，1956年连接到哈根，1957年建成苜蓿叶形立体交叉到多特蒙德/乌拿高速公路交叉口之间的10公里长路段。
1960年代建成科隆高速公路环线北段的3号和4号高速公路之间路段。1970年，从吕贝克到科隆西之间的1号高速公路全部接通。

### 1970年—2000年
1970年代A1高速公路吕贝克段向北延伸，1980年连接到奥登堡南。
1970年代A1高速公路从科隆西到艾弗尔路段开始延伸建设，1982年修建到今天高速公路的终点布兰肯海姆。
1970年代到1980年代，A1高速公路萨尔布吕肯到德恩巴赫的三向交汇处之间路段开始建设。在规划中，Daun的三向交汇处叫做“A1高速公路”，而这个节点之后的路段称为“A48高速公路”，期间也一度被称为“A1/48高速公路”。

### 2000年至今
2002年12月20日，到奥登堡北部的第二条车道建成通车。按照规划，第二条车道的终点应该在2005年8月21日延伸到格雷末多夫，将B207联邦公路升级为联邦高速公路。
2010年明斯特机场段建设完成。